# アンダース・ラングランズ
アンダース・ラングランズ（Ander Langlands）は、視覚効果スーパーバイザーである。

## 学歴とキャリア
ボーンマス大学でコンピュータグラフィックスを学ぶ。2003年6月にムービング・ピクチャー・カンパニーに入社し、『ハリー・ポッターとアズカバンの囚人』（2004年）などを手がける。ロンドンで10年過ごした後に3年間モントリオールに滞在し、その後はニュージーランドに渡ってWETAデジタルに入社する。
アカデミー賞視覚効果賞には『オデッセイ』（2015年）、『ムーラン』（2020年）、『THE BATMAN-ザ・バットマン-』（2022年）でノミネートされた。

## フィルモグラフィ
- ハリー・ポッターとアズカバンの囚人 Harry Potter and the Prisoner of Azkaban (2004)
- チャーリーとチョコレート工場 Charlie and the Chocolate Factory (2005)
- ハリー・ポッターと不死鳥の騎士団 Harry Potter and the Order of the Phoenix (2007)
- 紀元前1万年 10,000 BC (2008)
- ナルニア国物語/第2章: カスピアン王子の角笛 The Chronicles of Narnia: Prince Caspian (2008)
- G.I.ジョー G.I. Joe: The Rise of Cobra (2009)
- タイタンの戦い Clash of the Titans (2010)
- ハリー・ポッターと死の秘宝 PART1 Harry Potter and the Deathly Hallows – Part 1 (2010)
- ロビン・フッド Robin Hood (2010)
- ウルフマン The Wolfman (2010)
- パイレーツ・オブ・カリビアン/生命の泉 Pirates of the Caribbean: On Stranger Tides (2011)
- タイタンの逆襲 Wrath of the Titans (2012)
- マン・オブ・スティール Man of Steel (2013)
- X-MEN:フューチャー&パスト X-Men: Days of Future Past (2014)
- オデッセイ The Martian (2015)
- X-MEN:アポカリプス X-Men: Apocalypse (2016)
- アド・アストラ Ad Astra (2019)
- ムーラン Mulan (2020)
- THE BATMAN-ザ・バットマン- The Batman (2022)

## 受賞とノミネート
| 賞               | 年   | 部門           | 作品名                     | 結果       |
| ---------------- | ---- | -------------- | -------------------------- | ---------- |
| アカデミー賞     | 2015 | 視覚効果賞     | オデッセイ                 | ノミネート |
| アカデミー賞     | 2020 | 視覚効果賞     | ムーラン                   | ノミネート |
| アカデミー賞     | 2022 | 視覚効果賞     | THE BATMAN-ザ・バットマン- | ノミネート |
| 英国アカデミー賞 | 2014 | 特殊視覚効果賞 | X-MEN:フューチャー&パスト  | ノミネート |
| 英国アカデミー賞 | 2020 | 特殊視覚効果賞 | ムーラン                   | ノミネート |
| 英国アカデミー賞 | 2022 | 特殊視覚効果賞 | THE BATMAN-ザ・バットマン- | ノミネート |